# Impuls-Antwort-Funktion
Die Impuls-Antwort-Funktion, auch Impulsantwortfunktion (englisch impulse response function) bestimmt im Kontext der Zeitreihenanalyse die Art und Dauer, mit der sich ein Impuls, der zu einem bestimmten Zeitpunkt t auftritt, auf spätere Zeitreihenwerte auswirkt. Die Impuls-Antwort-Funktion kann als Lagpolynom in der rationalen Form:
{\displaystyle \nu (L):={\frac {\omega (L)}{\delta (L)}}L^{d}}
gebracht werden. Der Exponent d beschreibt die Verzögerungszeit, die bis zur ersten Reaktion der Zeitreihenwerte {\displaystyle Y_{t}} vergeht. Der Grad der Polynome {\displaystyle \omega (L)} und {\displaystyle \delta (L)} geht in der praktischen Anwendung kaum über zwei hinaus.